# Ґун Ліцзяо
Ґун Ліцзяо (кит. спр. 巩立姣, піньїнь: Lijiao Gong; нар. 24 січня 1989) — китайська легкоатлетка, яка спеціалузіється у штовханні ядра.

## Із життєпису
Розпочала займатись легкою атлетикою 2000 року.
Учасниця чотирьох Олімпійських ігор (2008, 2012, 2016, 2021). Володарка повного комплекту олімпійських нагород у штовханні ядра: «золото» (2021), «срібло» (2012) та «бронза» (2008). На Іграх-2016 була четвертою.
Володарка повного комплекту нагород чемпіонатів світу у штовханні ядра: «золото» (2017, 2019), «срібло» (2015) та «бронза» (2009, 2011, 2013).
Ставши на світовій першості-2019 чемпіонкою світу зі штовхання ядра вдруге поспіль, повторила досягнення співвітчизниці Хуан Чжихун, яка двічі поспіль ставала чемпіонкою світу 1991 та 1993 року.
Бронзова призерка чемпіонатів світу в приміщенні (2014, 2018).
Володарка повного комплекту нагород Континентальних кубків: «золото» (2018), «срібло» (2010) та «бронза» (2014).
Переможниця Діамантової ліги у штовханні ядра за підсумками трьох сезонів (2017—2019).
Чемпіонка (2014, 2014) та срібна призерка (2010) Азійських ігор.
Чемпіонка Азії (2009, 2019). Чемпіонка Азії в приміщенні (2008).
Багаторазова чемпіонка КНР просто неба (2007—2010, 2012, 2014, 2017—2019, 2021) та в приміщенні (2011, 2019).
Тренується під керівництвом Цун Юйчжень (нар. 1963; особистий рекорд у штовханні ядра — 20,47), фіналістки Олімпійських ігор-1988 (9-е місце) та чемпіоната світу-1993 (5-е місце).
Випускниця Пекінського науково-технічного університета за напрямком бізнес-адміністрування. 2018 року розпочала навчання у Пекінському спортивному університеті для здобуття тренерської спеціальності.

## Основні міжнародні виступи
| Рік  | Змагання                     | Місто          | Місце | Примітки         |
| ---- | ---------------------------- | -------------- | ----- | ---------------- |
| 2007 | Чемпіонат світу              | Осака          |       |                  |
| 2008 | Чемпіонат Азії в приміщенні  | Доха           | 1     |                  |
| 2008 | Олімпійські ігри             | Пекін          | 3     |                  |
| 2009 | Чемпіонат світу              | Берлін         | 3     | Відео на YouTube |
| 2009 | Чемпіонат Азії               | Гуанчжоу       | 1     |                  |
| 2010 | Чемпіонат світу в приміщенні | Доха           |       |                  |
| 2010 | Континентальний кубок        | Спліт          | 2     |                  |
| 2010 | Азійські ігри                | Гуанчжоу       | 2     |                  |
| 2011 | Чемпіонат світу              | Тегу           | 3     |                  |
| 2012 | Олімпійські ігри             | Лондон         | 2     |                  |
| 2013 | Чемпіонат світу              | Москва         | 3     |                  |
| 2014 | Чемпіонат світу в приміщенні | Сопот          | 3     |                  |
| 2014 | Континентальний кубок        | Марракеш       | 3     | Відео на YouTube |
| 2014 | Азійські ігри                | Інчхон         | 1     |                  |
| 2015 | Чемпіонат світу              | Пекін          | 2     | Відео на YouTube |
| 2016 | Олімпійські ігри             | Ріо-де-Жанейро |       |                  |
| 2017 | Чемпіонат світу              | Лондон         | 1     | Відео на YouTube |
| 2018 | Чемпіонат світу в приміщенні | Бірмінгем      | 3     | Відео на YouTube |
| 2018 | Азійські ігри                | Джакарта       | 1     |                  |
| 2018 | Континентальний кубок        | Острава        | 1     |                  |
| 2019 | Чемпіонат Азії               | Доха           | 1     |                  |
| 2019 | Чемпіонат світу              | Доха           | 1     | Відео на YouTube |
| 2021 | Олімпійські ігри             | Токіо          | 1     | Відео на YouTube |
| 2022 | Чемпіонат світу              | Юджин          | 2     |                  |